# بيل 505 جيت رينجر اكس
بيل 505 جيت رينجر اكس (بالإنجليزية: Bell 505 Jet Ranger X)‏ هي مروحية خفيفة أنتجت في الولايات المتحدة. من صناعة بيل للمروحيات. كان أول طيران لها في 10 نوفمبر 2014. وسعر الطائرة الواحدة منها هو 1.07 مليون دولار.

## المشغلين
العراق
- قيادة طيران الجيش العراقي - طلب شراء 15 مروحية، وتسلم 7 في تموز/يوليو 2024.[1]